# Ángela Pérez Pérez
Ángela Pérez Pérez  (Valencia, 1973) es una empresaria española dedicada al diagnóstico genético. En 2022, fue galardonada con el Premio Rey Jaime I al emprendimiento que concede anualmente la Fundación Premios Rey Jaime I.

## Trayectoria
Se licenció en Ciencias Biológicas por la Universidad de Valencia en 1996. Además, obtuvo un MBA (Maestría en Administración de Empresas) de la Cámara de Comercio de Valencia y un Máster en Innovación por la Escuela de Organización Industrial. Pérez ha publicado artículos científicos en la revista científica Nature.
En 1998, con 24 años, fundó su primera empresa dedicada al diagnóstico genético humano. Una década después, en 2009, creó la empresa Imegen que se fusionó en 2020 con otras dos compañías constituyendo Health in Code. Ese mismo año, Pérez se convirtió en vicepresidenta de desarrollo de negocio de Health in Code. Y, un año después, fue nombrada presidenta de Bioval (Cluster Bio de la Comunidad Valenciana).
En 2022, gracias al importe económico de 100.000 euros, con el que está dotado el Premio Jaume I que había conseguido, Pérez puso en marcha Biozell, un vehículo de inversión creado para apoyar a empresas de biotecnología, farmacia y salud.

## Reconocimientos
En 2019, fue reconocida con el premio Premio Caixabank Mujer Empresaria de España por su labor en Imegen. Ese mismo año, el trabajo empresarial de Pérez recibió el reconocimiento de Forinvest, espacio de networking financiero y empresarial organizado por la Feria Valencia. Un par de años después, en 2021, el Consell Social de la Universidad de Valencia, reconoció la excelencia empresarial y la relevancia de la aportación de Pérez como antigua alumna y le otorgó el Premio Alumni Plus.
En 2022, Pérez fue nombrada Miembro del Alto Consejo Consultivo en materia de I+D+i del Gobierno de la Generalitat Valenciana y miembro de honor del Colegio Oficial de Biólogos de la Comunidad Valenciana (COBCV). Ese año también fue reconocida con el premio Rey Jaime I en la categoría de emprendedora por considerarla un ejemplo de transferencia de conocimiento al mercado, señalando el equilibrio entre su perfil científico, con sus habilidades de gestión de alto nivel.